# Tour Opus 12
Pour les articles homonymes, voir Opus 12.
La tour Opus 12 est un immeuble de grande hauteur de bureaux situé dans le quartier d'affaires français de la Défense, et plus précisément  à Puteaux.
Elle a été rénovée par Bouygues de 2002 à 2004, désamiantée, agrandie de 3,50 m vers l'est (vers la tour Ariane) et 60 cm sur les autres côtés, refaite à l'intérieur, sa façade a été transformée.
C'était autrefois la tour Crédit lyonnais jumelle de sa voisine, la tour Atlantique.
De 2007 à 2012 les étages 12 et 13 accueillent le siège de l'EPAD (devenu EPADESA en 2010).

## Galerie

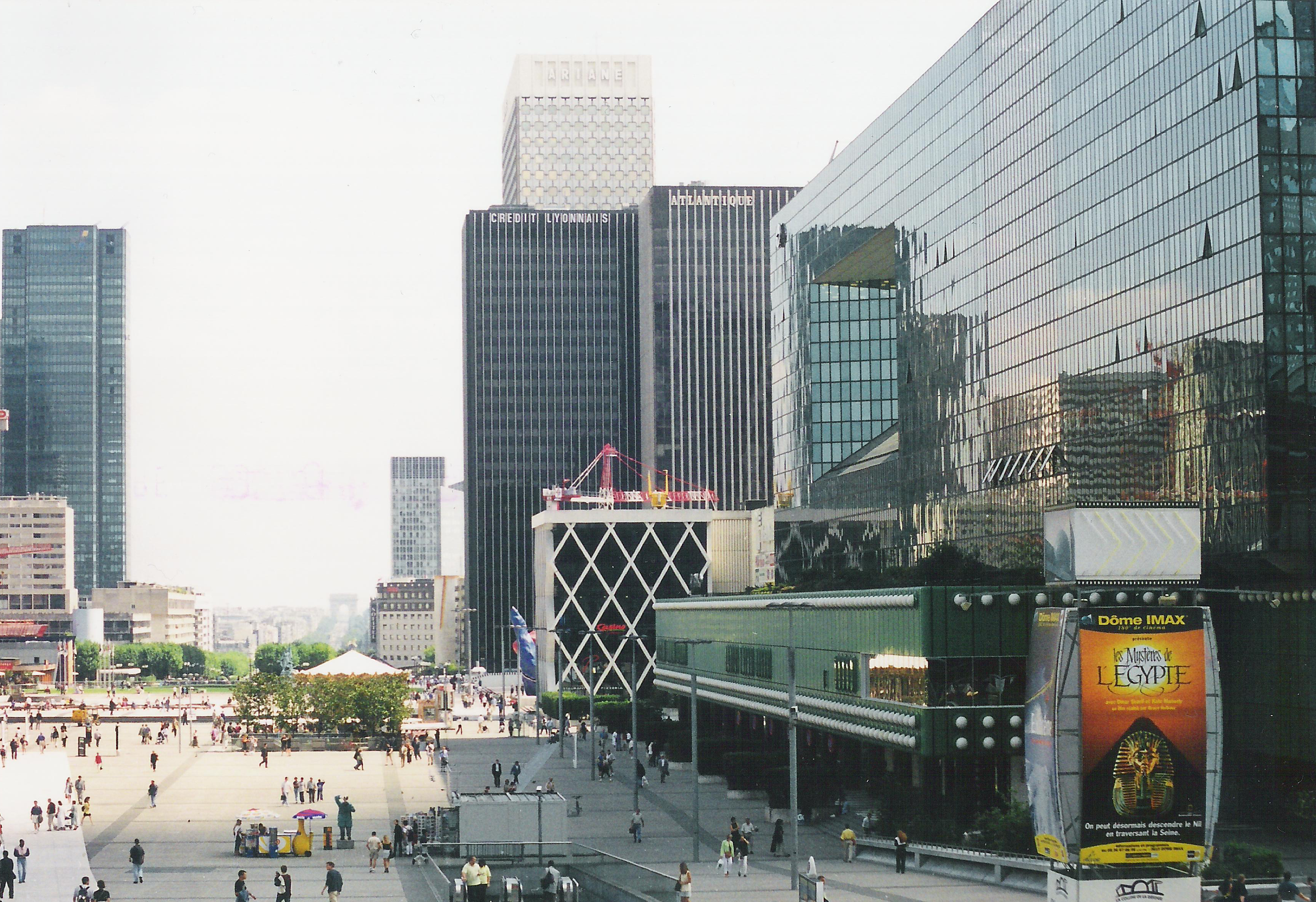
Au centre la tour OPUS12 en 1999 avant la rénovation de 2004